# Самойлов, Вадим Рудольфович
Вади́м Рудо́льфович Само́йлов (род. 3 октября 1964, Асбест) — российский рок-музыкант, вокалист, гитарист, композитор, поэт, звукорежиссёр, мультиинструменталист, саунд-продюсер и основатель рок-группы «Агата Кристи». Старший брат Глеба Самойлова.

## Детство и юность
Родился в Свердловске, в 1965 году родители переехали в Асбест. Отец Рудольф Петрович (13 июня 1938 — 12 мая 1994) работал инженером, мать Ирина Владимировна (род. 1938) — врачом. Учился с семи лет в музыкальной школе. Имеет высшее образование, окончил радиотехнический факультет Уральского политехнического института по специальности «Конструирование и производство радиоаппаратуры». С 1983 года был бойцом студенческого строительного отряда «Импульс». С 1983 по 1986 — лауреат фестивалей самодеятельной песни. Участник обеих игр команды УПИ в первом сезоне возрожденного КВН 1986/87, где только исполнял песни. В 1987 году, по окончании ВУЗа, ему была присвоена квалификация инженера конструктора-технолога радиоаппаратуры.

## «Агата Кристи»
Вадим Самойлов, наряду с Александром Козловым и Петром Маем, был среди основателей группы «Агата Кристи» в 1985 г. (под названием ВИА «РТФ УПИ»). Он также стал единственным участником группы, игравшим в ней на протяжении всех лет её существования, вплоть до распада в 2010 г., выступая в качестве вокалиста, гитариста, автора песен и саунд-продюсера. Среди песен, написанных Вадимом Самойловым в рамках «Агаты Кристи», — «Viva Kalman!», «Никогда» и др. В то же время, начиная с альбома «Декаданс», во время работы над которым ему пришлось взять на себя большую часть продюсерско-директорских функций, он стал принимать меньшее участие в творческом процессе, и роль основного композитора и текстовика группы постепенно перешла к его младшему брату Глебу Самойлову.

## Творческая деятельность вне «Агаты Кристи»
В 1992 году участвовал в записи альбома Насти Полевой «Невеста» в качестве звукорежиссёра, гитариста и клавишника. В 1994 году участвовал в записи песни «Танец на цыпочках».
В 1994 году участвовал в записи альбома «Титаник» группы «Наутилус Помпилиус», а также вышедшего в 1997 году альбома «Атлантида». Через год принимал участие в записи альбома группы Антона и Алины Нифантьевых «Инсаров» «Бритва».
Являлся продюсером групп «Чичерина», «Смысловые галлюцинации» и других. В 2000 году участвовал в записи и являлся продюсером альбома «Сны» Чичериной.
В 2003 году записал песню «Невидим» для трибьюта группы «Пикник». В 2004 году вышел совместный альбом с группой «Пикник» — «Тень вампира». Участвовал в фестивале «Нашествие» в составе «Наутилус Помпилиуса».
В 2005 году участвовал в записи альбома «Ночь нежна» группы «ТОП».
Выступил композитором фильма Алексея Балабанова «Мне не больно».
В июне 2010 года участвовал совместно с Машей Макаровой в концерте-съёмке «Песни для Аллы». Для трибьюта была выбрана песня Игоря Николаева «Расскажите, птицы». Изначально планировалось её спеть с Юлией Чичериной.
С 21 июля по 26 ноября вёл еженедельную радиопрограмму «Роклаб на Нашем».
2 февраля 2012 года выступал в качестве гостя на концерте, посвященном 30-летию группы «Пикник» в Екатеринбурге. В 2012 году вместе с группой «Пикник» отправился в гастроли сначала с юбилейной программой «30 световых лет», а после с «Вампирские песни».
В 2013 году 17 августа в Екатеринбурге на праздновании Дня города представил новую программу впервые после окончания деятельности «Агаты Кристи».
Чаще всего играет на гитарах Gibson Les Paul Standard, Line 6 Variax 300 и Fender Stratocaster. Также играл на SGC Nanyo Broadway (японская копия Jackson Soloist), Jolana Superstar, Fender Telecaster, Gretsch Country Gentlemen.
В 2013—2014 годах показывал фрагменты новой программы на нескольких фестивалях.
В ноябре 2016 в интернете Самойлов представил неизданные демонстрационные версии своих старых песен под названием «Черновики для Агаты», куда вошли не только ранее записанные песни в разных аранжировках с изменёнными текстами, но и песни, которые ранее нигде не звучали.
В 2024 году российский арт-проект S-VOX представил свой дебютный студийный альбом, записанный при участии Давида Тодуа и Вадима Самойлова. Пластинка получила название "Фотоальбом" и появилась 12 января 2024 года. В арт-проекте S-VOX Вадим выступил в качестве творческого консультанта, вокалиста, а также соавтора песни "Мы с тобой". По задумке музыкантов Давид Тодуа с представляет светлую сторону личности лирического героя – он мягок, романтичен. Вадим Самойлов отвечает за темную сторону — мрачен, резок, циничен, жёсток и жесток. Третьей же гранью стал рассказчик в исполнении Артема Абрамова – отражение в зеркале, незримый дух проекта, объединяющее начало, воплощение Третьей Силы, ни добра, ни зла, ни света, ни тьмы.

## 2010-е годы
Вадим активно занимается продвижением разных музыкантов и проектов. Он возобновляет концертную деятельностью с новыми музыкантами. Первое большое выступление с премьерой новой программы состоялось на фестивале "Старый Новый Рок". 
Костяк коллектива составили музыканты Александр Радченко и Роман Баранюк.
Часто выступает на байк-фестивалях. Поддерживает различные волонтёрские и патриотические организации.
Имеет свою собственную музыкальную студию. 
Педалборд у Вадима собственный и под песню или их набор свой набор используемых педалей и эффектов
Прошли туры «Агата Кристи. Все хиты» (2015 год), «Вадим Самойлов. Новое. Агата Кристи. Лучшее» (2017), «Вадим Самойлов. Агата Кристи. XXX» (2018—2019).

### Новые песни
С марта 2017 года Вадим Самойлов выпустил несколько синглов: «Другие», «Слова закончились», «** ****** (На Берлин)», «Вот она мечта». Последняя несколько недель возглавляла хит-парад «Чартова дюжина» НАШЕго Радио и заняла первую строчку итогового чарта в 2018 году.
16 мая 2019 года вышел клип на песню «Вот она мечта».
7 декабря 2019 года в Санкт-Петербурге прошёл «#ЛегендарныйКонцертДляСвоих». Концертная программа состояла из известных песен, которые не были хитами. Многие из композиций были исполнены вживую впервые. После данная концертная программа никогда не игралась вновь.
7 июня 2021 года состоялся цифровой релиз альбомов «Полуострова» и «Полуострова 2», ранее выпускавшихся лимитированным тиражом на компакт-дисках в 2003 и 2006 годах соответственно. Релизы включают в себя обновленные версии песен «Позови меня небо» и «Январь». Тогда же стали доступны ремастер-версии синглов «Другие», «Слова закончились», «Вот она мечта» и «Агата Кристи» — «Где-то между».
2 сентября 2022 года не стало музыканта и звукорежиссёра Олега Зуева. Он стал известен после работы с альбомами группы «Агата Кристи» — Ураган (1997), Чудеса (1998), Майн Кайф (2000), и участию в группах Секс Корт, Империя, Intermezzo (проект Александра Козлова). Также он был музыкантом и звукорежиссёром сольного проекта Вадима и продюсировал разных музыкантов. Одной из последних работ стало продюсирование альбома группы «Аргентум» — «Не продаётся!»[значимость факта?].
Вадим продолжает оцифровывать разнообразные архивные записи своих проектов. В 2023 году выпустил сингл «Эра Водолея». В сентябре 2023 года [уточнить], вместе с Альбертом Потапкиным стал гостем программы теле-и радио ведущего Константина Михайлова « Подскась. Лаб 20 лет спустя». Выпуск был записан на тему творчества группы «Агата Кристи» и общего творческого наследия Вадима и Альберта как музыкантов, повлиявших на музыкальную индустрию.

## Общественная деятельность
В 1996 году совместно с группой " Агата Кристи"  участвовал в предвыборной кампании Бориса Ельцина «Голосуй, или проиграешь».
В 2006 году создал и возглавил благотворительный проект «Герой нашего времени», целью которого является помощь молодым и начинающим музыкантам.
Член Авторского совета Российского авторского общества.
В 2008—2012 годах — член Общественной палаты РФ, избран от общероссийских общественных объединений. В рамках работы в Общественной палате занимался борьбой с пиратством, которое считает воровством.
11 октября 2010 года Вадим Самойлов, совместно с другими рок-музыкантами, принял участие во встрече с Президентом Российской Федерации Д. А. Медведевым. Вадим Самойлов явился также одним из организаторов встречи. Вадим Самойлов не пригласил на встречу лидера группы «ДДТ» Юрия Шевчука, объяснив это тем, что тот занимает «достаточно подростковую, нонконформистскую позицию, а на подобных встречах всё-таки нужно стремиться к диалогу»
.
6 февраля 2012 года был официально зарегистрирован как доверенное лицо кандидата в Президенты РФ и действующего премьер-министра Владимира Путина.
С 2015 года неоднократно посещал с концертами самопровозглашённые Луганскую Народную Республику и Донецкую Народную Республику. В сентябре на День города Луганска был награждён Главой ЛНР медалью «За заслуги перед Республикой» 2 степени «за активную жизненную позицию, сопереживание судьбе ЛНР, высокий моральный дух и патриотизм, неоценимый вклад в становление „молодого государства“».
24 января 2016 года выступил перед российскими военнослужащими на авиабазе «Хмеймим» в Сирии. Позднее ему и участникам его музыкального коллектива были вручены медали «Участнику военной операции в Сирии».
В 2017 году вошёл в новый состав правления и совета Российского музыкального союза (РМС), который был утверждён на заседании в Москве 23 марта 2017 года.
Стал членом и 29 октября 2019 года участвовал в презентации общественного движения «За правду», созданного Захаром Прилепиным.
В 2022 году поддержал вторжение России на Украину озвучив основные мифы и нарративы российской антиукраинской пропаганды, принимал участия в концертах для участников нападения на Украину.

## Санкции
С 29 апреля 2015 года Самойлову запретили въезд на Украину сроком на 5 лет из-за посещения оккупированных территорий Донбасса «в интересах обеспечения государственной безопасности».
19 октября 2022 года, на фоне вторжения России на Украину, Самойлов внесён в санкционный список Украины против лиц «которые публично призывают к агрессивной войне, оправдывают и признают законной вооруженную агрессию РФ против Украины, временную оккупацию территории Украины». Ранее Самойлов был внесён ФБК в список коррупционеров и разжигателей войны, с предложением введения против него международных санкций так как он участвовал в концертах в поддержку войны против Украины.

## Конфликты

### Иск к Артемию Троицкому
В марте 2011 года Вадим Самойлов подал в суд на музыкального критика Артемия Троицкого с требованием компенсировать моральный вред в размере одного миллиона рублей. Поводом для иска стала фраза, сказанная Троицким в фильме телеканала РЕН ТВ «Ноты протеста»:
У нас есть разные рок-музыканты. Есть, скажем, Вадим Самойлов из распавшейся группы «Агата Кристи», который просто такой дрессированный пудель при Суркове…
Этими словами Троицкий, в частности, подразумевал, что Вадим Самойлов помог Владиславу Суркову записать диск «Полуострова», в котором положил стихи чиновника на музыку. На момент подачи иска Вадим Самойлов входил в Общественную палату РФ и, по утверждению средств массовой информации, находился в дружеских отношениях с Сурковым. 4 мая 2011 года Мировой суд Хамовнического района Москвы приступил к предварительным слушаниям дела, возбуждённого по статье 130 УК РФ (оскорбление). По мнению Артемия Троицкого, данный иск был частью организованной против него российской властью кампании:
Два иска — гражданский и уголовный от бывшего гаишника Хованского по поводу ДТП на Ленинском проспекте и премии плохим милиционерам. И два иска — опять же, гражданский и уголовный — от Вадима Самойлова
Точку зрения журналиста поддержали некоторые музыканты. В частности, Василий Шумов организовал концерт солидарности с журналистом, который прошёл в московском клубе «Хлеб» в июне 2011 года. На нём выступили Юрий Шевчук, Олег Нестеров, Ник Рок-н-Ролл, группы «Центр», «Барто», «Штабеля», «отЗвуки Му», «Последний шанс», «Дочь Монро и Кеннеди» и другие. Позже был также выпущен альбом-сборник «За Троицкого».
В декабре 2011 года иск по уголовной статье «Оскорбление» был прекращён в связи с декриминализацией самой статьи.

### Инцидент на праздновании Дня рыбака
В 2018 году, на праздновании Дня рыбака в Мурманске Вадим Самойлов во время концерта посвятил одну из песен тем, кто воюет на Донбассе и в Сирии, предварив её исполнение политической речью и предложением «передать привет братскому народу Украины». Заметив, что один из зрителей развернулся и начал уходить с концерта, Самойлов обратился к этому зрителю в оскорбительной манере, используя при этом ненормативную лексику. Данный инцидент вызвал волну возмущения среди горожан и в дальнейшем артист принёс извинения мурманчанам за нецензурную лексику, но не за содержание речи, подчеркнув при этом, что «…по сути я прав..»

### Конфликт братьев Самойловых
В феврале 2015 года братья Самойловы приняли участие в «Ностальгических концертах» «Агаты Кристи». По заверениям Глеба, ему не был выплачен гонорар за это выступление, что послужило началом конфликта. После этого Вадим отправился в тур под названием «Агата Кристи. Все хиты». В данной концертной программе в том числе присутствовали и хиты группы «Агата Кристи», написанные и исполнявшиеся Глебом.
В связи с этим Глебом был подан иск о нарушении авторских прав. Это и параллельно поданный иск о деньгах стало началом серии судебных тяжб и активного обсуждения их в прессе. В удовлетворении иска по авторским правам было отказано, но денежный иск был признан обоснованным, дело решено в пользу Глеба. В разгар конфликта на официальных ресурсах Глеба Самойлова было опубликовано видеообращение Ирины Самойловой, мамы Вадима и Глеба. Данный факт усугубил разрыв между братьями. Впоследствии Вадим неоднократно крайне резко высказывался об этом шаге брата.
После этого Вадим Самойлов подал кассацию по деньгам, и дело вернули на доследование в Савёловский суд. Решением Савеловского районного суда г. Москвы от 13.11.2018 в удовлетворении иска о взыскании денежных средств было отказано. Данное решение оставлено в силе Апелляционным определением Московского городского суда от 24.05.2019, в связи с чем вступило в законную силу. Таким образом, по состоянию на осень 2019 года оба дела решены в пользу Вадима Самойлова.
Вадим отмечает, что он с братом не ссорился. «То, что делает брат — это его жизнь и его путь. Я готов ему помочь в любой ситуации, если он попросит».

### Инцидент в «Ельцин-центре»
23 октября 2021 года Вадим Самойлов выступил на фестивале «Ural Music Night» в зале «Ельцин-центра». Выйдя на сцену, он начал грубо высказываться против сотрудников центра, людей с либеральными взглядами и представителей ЛГБТ-сообщества в том, что они свои взгляды навязывают другим, при этом используя большое количество ненормативной лексики. После случившегося директор фестиваля Евгений Горенбург публично извинился за слова музыканта, а в пресс-службе «Ельцин-центра» заявили, что впредь никогда не пустят группу «Агата Кристи» и её лидера выступать на своей сцене. Несмотря на это заявление, меньше чем через месяц Вадим Самойлов снова принял участие в мероприятии, проходящем на территории «Ельцин-Центра». Сам Вадим извиняться отказался, сказав при этом, что имеет право излагать свою позицию.

## Творческий коллектив
- Вадим Самойлов — лидер-вокал, гитары, клавишные, автор, саунд-продюсер
- Александр Радченко — электрогитара, 4-, 5- и 6-струнные бас-гитары
- Альберт Потапкин (с 2019) — бас-гитара, гитара, клавишные, доп. ударные, сопродюсер
- Андрей Каплев — клавишные, видеомонтаж
- Роман Баранюк — ударные, электронная перкуссия

- Никита Шепелёв — директор, организация концертов
- Павел Перетолчин — инженер сцены
- Никита Онисенко — звук в зале

Бывшие участники:
- Владимир Николаев (до 2019) — гитара
- Игорь Нестерович (2017—2019) — клавишные
- Олег Зуев — клавишные, звук (ушёл из жизни 1 августа 2022 года)

## Дискография

### Альбомы
| Год  | Название           | Коллектив                               | Роль |
| ---- | ------------------ | --------------------------------------- | --- |
| 1985 | Если               | ВИА РТФ УПИ                             | вокал, гитара                                                                                              |
| 1986 | Голос              | ВИА РТФ УПИ                             | вокал, гитара                                                                                              |
| 1987 | Свет               | Агата Кристи                            | вокал, гитара, клавишные                                                                                   |
| 1988 | Второй фронт       | Агата Кристи                            | вокал, гитара, клавишные                                                                                   |
| 1989 | Коварство и любовь | Агата Кристи                            | вокал, гитара, клавишные                                                                                   |
| 1990 | Декаданс           | Агата Кристи                            | вокал, гитары, клавишные                                                                                   |
| 1990 | Бритва             | Инсаров                                 | звукорежиссура, аранжировки, программирование                                                              |
| 1992 | Невеста            | Настя                                   | звукорежиссура, гитара, клавишные, барабаны                                                                |
| 1992 | Мой сон            | Империя                                 | звукорежиссура, аранжировки, программирование                                                              |
| 1993 | Позорная звезда    | Агата Кристи                            | вокал, гитары, клавишные                                                                                   |
| 1994 | Титаник            | Наутилус Помпилиус                      | гитара, клавишные, бубен, звукорежиссура, программирование                                                 |
| 1995 | Опиум              | Агата Кристи                            | вокал, гитары, клавишные                                                                                   |
| 1996 | Дом на заре        | Империя                                 | гитара, звукорежиссура, аранжировки, программирование                                                      |
| 1997 | Ураган             | Агата Кристи                            | вокал, гитары, клавишные                                                                                   |
| 1998 | Чудеса             | Агата Кристи                            | вокал, гитара                                                                                              |
| 2000 | 3000               | Смысловые Галлюцинации                  | звукорежиссура                                                                                             |
| 2000 | Майн Кайф?         | Агата Кристи                            | вокал, гитара, клавишные                                                                                   |
| 2000 | Сны                | Чичерина                                | звукорежиссура и саунд-продюсирование                                                                      |
| 2003 | Полуострова        | совместно с Владиславом Сурковым        | аранжировка, звукорежиссура, саунд-продюсирование, программирование, клавишные, синтезаторы, гитары, вокал |
| 2004 | Триллер. Часть 1   | Агата Кристи                            | вокал, гитары, клавишные, барабаны                                                                         |
| 2004 | Тень вампира       | Пикник                                  | вокал, гитара                                                                                              |
| 2006 | Полуострова 2      | совместно с Владиславом Сурковым        | аранжировка, звукорежиссура, саунд-продюсирование, программирование, клавишные, синтезаторы, гитары, вокал |
| 2010 | Эпилог             | Агата Кристи                            | вокал, гитара                                                                                              |
| 2024 | Фотоальбом         | S-VOX feat. Давид Тодуа, Вадим Самойлов | творческий консультант, вокал, гитара, соавтор                                                             |
| ?    | TBA                | Вадим Самойлов                          | вокал, гитары, клавишные, аранжировки, запись, автор                                                       |

### Синглы
- 3 марта 2017 — «Другие» (саундтрек к док. фильму НТВ «Революция Live»)
- 5 апреля 2017 — «Слова закончились»
- 5 мая 2017 — «На Берлин»
- 22 декабря 2017 — «Где-то между» (ремейк сольной песни Александра Козлова и собственных аранжировок).
- 22 июня 2018 — «Вот она мечта»
- 22 июля 2022 — «На войне», «Выжить» (ремейк песни 1989 года «Боже я должен убить»), «Что дальше?», «Демоны»
- 5 октября 2023 — «Эра Водолея»
- 14 сентября 2024 — «Битва Поколений» (для телеканала «Муз-ТВ», совместно с The Hatters) «Сказочная тайга», «Я делаю шаг»
- 30 марта 2025 — «На Счастье» (совместно с Настя Полева)

## Видео
- 1991 — Урфин Джюс — «Отходная»
- 1993 — Настя Полева — «Любовь и Ложь». Реж. Олег Ракович
- 2002 — Смысловые галлюцинации — «Охотники» — маньяк
- 2004 — Пикник — «Не кончается пытка»
- 2008 — Би-2 — «Всё как он сказал»
- 2010 — Фильм «Эпилог» (DVD)
- 2018 — «Слова Закончились», премьера на шоу «Вечерний Ургант» (Первый канал)
- 2018 — «Где-то между» (концертное видео)
- 2018 — Живое выступление в программе «Воздух» (Наше Радио и НашеТВ)
- 2019 — «Вот она мечта», официальный клип
- 2022 — «На Берлин», официальный клип
- 2023 — «Другие», официальный клип
- 2023 — S-VOX feat. Давид Тодуа & Вадим Самойлов — «Мы с тобой», режиссёр Коротич, Александр Владимирович

## Фильмография
- 2005 — «Кошмар перед Рождеством», русская озвучка — дубляж, грустное лицо мэра
- 2006 — «Мне не больно» (реж. А.Балабанов) — композитор
- 2011 — «Треск», (реж. В.Конисевич) — эпизодическая роль дальнобойщика
- 2013 — Быстрее, чем кролики — композитор
- 2017 — «Революция online»[67], телефильм — в роли себя

## Награды
- Медаль «За заслуги» II степени (2015, ЛНР) — «за активную жизненную позицию, сопереживание судьбе ЛНР, высокий моральный дух и патриотизм, неоценимый вклад в становление молодого государства»[68].
- Медаль «Участнику военной операции в Сирии».